# Liste d'artistes de ska
Cet article présente une liste d'artistes de ska.

## Années 1960 et 1970: ska «traditionnel»
- Laurel Aitken[1],[2],[3],[4]
- Roland Alphonso[2],[3],[5]
- Gladstone Anderson[6]
- Theophilus Beckford[7]
- Val Bennett[8]
- The Blues Busters[9]
- Lloyd Brevett[2]
- Baba Brooks[2],[8]
- Prince Buster[3],[10],[11],[12],[13],[14]
- The Clarendonians[1]
- Jimmy Cliff[1],[2],[9],[13]
- Stranger Cole[3]
- Count Ossie[2]
- Coxsone[14]
- Desmond Dekker[10],[12],[15]
- Leonard Dillon[2]
- Don Drummond[1],[2],[3],[5],[14]
- Alton Ellis[1],[10]
- Hortense Ellis[9]
- The Ethiopians[10]
- Owen Gray[1],[3]
- Derrick Harriott[9]
- Toots Hibbert[2]
- Justin Hinds[16]
- Judge Dread[12]
- Lloyd Knibb[2]
- Byron Lee[17]
- Dandy Livingstone[18]
- Bob Marley[1],[13]
- Tommy McCook[2],[3],[5]
- The Melodians[15]
- Jackie Mittoo[2],[3],[14]
- Johnny « Dizzy » Moore[2],[5]
- Derrick Morgan[1],[9],[11],[13]
- Eric « Monty » Morris[3],[13]
- Jackie Opel[3]
- The Paragons[10]
- Lee « Scratch » Perry[10]
- Ernest Ranglin[11],[19]
- Rico Rodriguez[3],[14]
- Doreen Shaffer[20]
- The Skatalites[1],[3],[10],[11],[15]
- Lester Sterling[2],[5]
- Symarip[11]
- Lord Tanamo[11]
- Toots and the Maytals[1],[2],[3],[10],[12],[15]
- The Wailers[1],[3],[10],[13]
- Delroy Wilson[3]

## Fin des années 1970 et années 1980: deuxième vague /2 tone
- Bad Manners[1],[10],[21]
- The Beat[1],[10],[21]
- The Bodysnatchers[1],[10],[21]
- Madness[1],[10],[21],[22]
- The Selecter[1],[10],[21]
- The Specials[1],[10],[21],[22]

## Années 1990: troisième vague
- 311[23]
- Against All Authority[24]
- The Aggrolites[10]
- Big D and the Kids Table[25]
- Catch 22[24]
- Dance Hall Crashers[26]
- Fishbone[15],[24]
- Five Iron Frenzy[27]
- Goldfinger[23],[26],[28]
- Hepcat[10]
- Less Than Jake[15],[24],[29]
- Link 80[24]
- Mad Caddies[30]
- The Mighty Mighty Bosstones[15],[21],[23],[24],[26],[29]
- Mustard Plug[28]
- New York Ska-Jazz Ensemble[4]
- No Doubt[15],[23],[26],[29],[31]
- Operation Ivy[10],[15],[24]
- Rancid[26]
- Reel Big Fish[15],[23],[24],[28],[29]
- Ruder Than You[32]
- Save Ferris[15],[24],[28]
- The Slackers[10]
- Smash Mouth[23]
- Streetlight Manifesto[33]
- Sublime[10],[15],[23],[26]
- Sugar Ray[23]
- The Suicide Machines[24],[28]
- The Toasters[1],[4],[10],[15],[21]
- Voodoo Glow Skulls[31]

## Autres artistes et groupes

### Allemagne
- BeNuts[34]
- The Busters[35]
- Dr. Ring Ding[36]
- Dr. Woggle and the Radio[37]
- Frau Doktor[38]

### Autriche
- Russkaja[39]

### Belgique
- Camping sauvach[40]
- The Moon Invaders[41]
- Skarbone 14[42]

### Canada
- The Kingpins[43]
- Me Mom and Morgentaler[44]
- The Planet Smashers[43]
- Subb[45]

### Espagne
- The Pepper Pots[46]
- Ska-P[47]
- Skalariak[48]

### France
- 8°6 Crew[49]
- Les 100 Grammes de têtes[50]
- Babylon Circus[51]
- Les Betteraves[52]
- Les Caméléons[51]
- Les Fils de Teuhpu[53]
- Jah on Slide[54]
- Jim Murple Memorial[1]
- Kargol's[55]
- Marcel et son orchestre[51]
- Orange Street[56]
- La Ruda[51]
- Rude Boy System[57]
- Sinsemilia
- Les Skalopes[58]
- Skarface[59]
- Los Tres Puntos[60]
- Two Tone Club[61]
- Western Special[62]

### Italie
- Banda Bassotti[63]
- Matrioska[64]
- Roy Paci & Aretuska[64]
- Talco[65]

### Japon
- OreSkaBand[66]
- Tokyo Ska Paradise Orchestra[1],[66]
- Kemuri

### Royaume-Uni
- Potato 5[67]

### Russie
- Leningrad[66]
- Spitfire[66]